# Karol Pahor
Karol Pahor, slovenski skladatelj, violinist, zborovodja in glasbeni pedagog, * 6. julij 1896, Sveti Ivan, Trst, † 27. november 1974, Ljubljana.
Izhajal je iz Osterčeve kompozicijske šole. Po drugi svetovni vojni je svojo ustvarjalnost povezal s prvinami ljudske glasbe, še zlasti z melosi iz Bele krajine, Prekmurja in Istre. Pisal je orkestralne, komorne in klavirske skladbe, zlasti plodovit pa je bil na področju zborovske glasbe. Sprva je poučeval na gimnaziji v Banja Luki, 1926-30 je bil ravnatelj glasbene matice na Ptuju, nato v Mariboru. 1941-43 je honorarno poučeval na Glasbeni akademiji, kjer je bil 1945-66 redni profesor. Med Narodnoosvobodilnim bojem je organiziral in vodil invalidski pevski zbor, 1945 pa postal prvi predsednik Društva slovenskih skladateljev. Pisal je tudi filmsko glasbo in glasbene kritike.

## Skladbe
- Na juriš
- Komandant Stane
- Istranka
- Koncertne etude
- Slovenska suita
- Slovenska pesem
- Očenaš hlapca Jerneja